# 兼次要那
兼次 要那（かねし もと、2000年〈平成12年〉11月10日 - ）は、日本の俳優。静岡県出身。レイ・グローエンタテインメント所属。

## 出演

### 映画
- ヒーローマニア-生活-（2016年）
- L♡DK ひとつ屋根の下、「スキ」がふたつ。（2019年）
- メリークリスマス（2019年） - 清水陽太 役
- 青くて痛くて脆い（2021年）
- 醒めてまぼろし（2021年）
- a20153の青春（2022年） - 主演・川島拓也 役

### テレビドラマ
- Rの法則（2017年、NHK） - 9期R’sレギュラー
- 先に生まれただけの僕（2017年、NTV） - 山寺健児 役
- パフェちっく!（2018年、FOD／CX） - レギュラー・磯辺智 役
- イアリー 見えない顔（2018年、WOWOW） - 準レギュラー生徒 役
- サイレント・ヴォイス 行動心理捜査官・楯岡絵麻 第5話（2018年、BSテレ東）
- 神ちゅーんず（2019年、ABC） - 準レギュラー・森 役
- 法医学教室の事件ファイル シリーズ47弾（2020年、EX）
- バイプレイヤーズ 第9話（2021年、TX）
- 神様のカルテ（2021年、TX）
- ドラゴン桜 第7話（2021年、TBS）
- ミステリと言う勿れ 第1話（2022年、CX）
- モトカレ←リトライ 第1話（2022年、MBS）
- 往生際の意味を知れ！ 第1話（2023年、TBS）田中 役

### CM
- セブンイレブン（2016年）
- モンスト×ディズニー（2018年）
- 東進 全国統一高校生テスト（2018年）
- はるやま 2020フレッシャーズ（2020年）
- バンダイナムコ PS4ソフト「ガンダム」（2020年）
- ソーダストリーム（2021年）
- モスバーガー「モスチキン篇」（2022年）
- Abema ワールドカップ（2022年）
- 奉行VERPクラウド（2023年）
- AOKI「縁側コレクション篇」（2023年）
- 味の素冷凍食品「ザ★シューマイ」（2023年）
- 東鉄工業「進め、社会、進め、じぶん。」篇（2025年）[2]

### Web・その他
- 雑誌「ラビアンローゼ」モデル（2017年）
- 携帯ゲーム「戦艦ストライク」（2017 年）
- 早稲田アカデミー スチール／Web（2017年）
- みつかる「Eテレまつり」イベント（2018年）
- 日立アプライアンス（2018年）
- 東京ディズニーランド 新アトラクション（2020年）
- リンナイ ブランドムービー（2021年）
- リソー教育 学習塾TOMAS（2021年）
- タリーズコーヒー 採用Webページ（2021年）
- コスプレアプリ nanofan（2021年）
- 東京建設業協会「つくろう自分の未来を つくろうみんなの未来を」（2022年）
- 日清製粉ウェルナ ゲームめし！冷凍食品 篇（2022年）

### 舞台
- 『あんさんぶるスターズ！THE STAGE』-Desperate Checkmate-（2025年5月26日 - 6月1日、Kanadevia Hall / 6月6日 - 8日、箕面市立文化芸能劇場 大ホール） - アンサンブル[3]
  - 『あんさんぶるスターズ！THE STAGE』-Blessing Moment-（2025年10月31日 - 11月9日〈予定〉、品川プリンスホテル ステラボール / 11月14日 - 23日〈予定〉、AiiA 2.5 Theater Kobe）[4]